# Iglesia de San Francisco Javier (Arendal)
La Iglesia de San Francisco Javier (en noruego: St. Franciskus Xaverius kirke) es una iglesia parroquial católica situada en Arendal, la única en Aust-Agder, Noruega fundada en 1911.
Cuando se estableció la iglesia sólo había dos católicos en Arendal, una era la señora Sigrid Boe que escribió al obispo Johannes Olav Fallize en 1895 y habló de su conversión al catolicismo. Ella consiguió una respuesta donde Fallize expresó el deseo de establecer una iglesia en la ciudad. Tomó algunos años, pero el 22 de julio de 1911, el título de propiedad de 4000 metros cuadrados adquirido por 28 000 coronas fue conseguido para una nueva congregación en Arendal. En la propiedad había una casa de madera adecuada como hospital, una espacio que se usó como una vicaría y un pabellón y un edificio anexo. La propiedad fue adquirida el 1 de octubre de ese año. La misión comenzó el 12 de noviembre de 1912 por Karl Kjelstrup (1874-1946) como el primer pastor. Se llevó a cabo la misa mayor de ese día, con la iglesia abarrotada. La señora Boe murió en 1954.

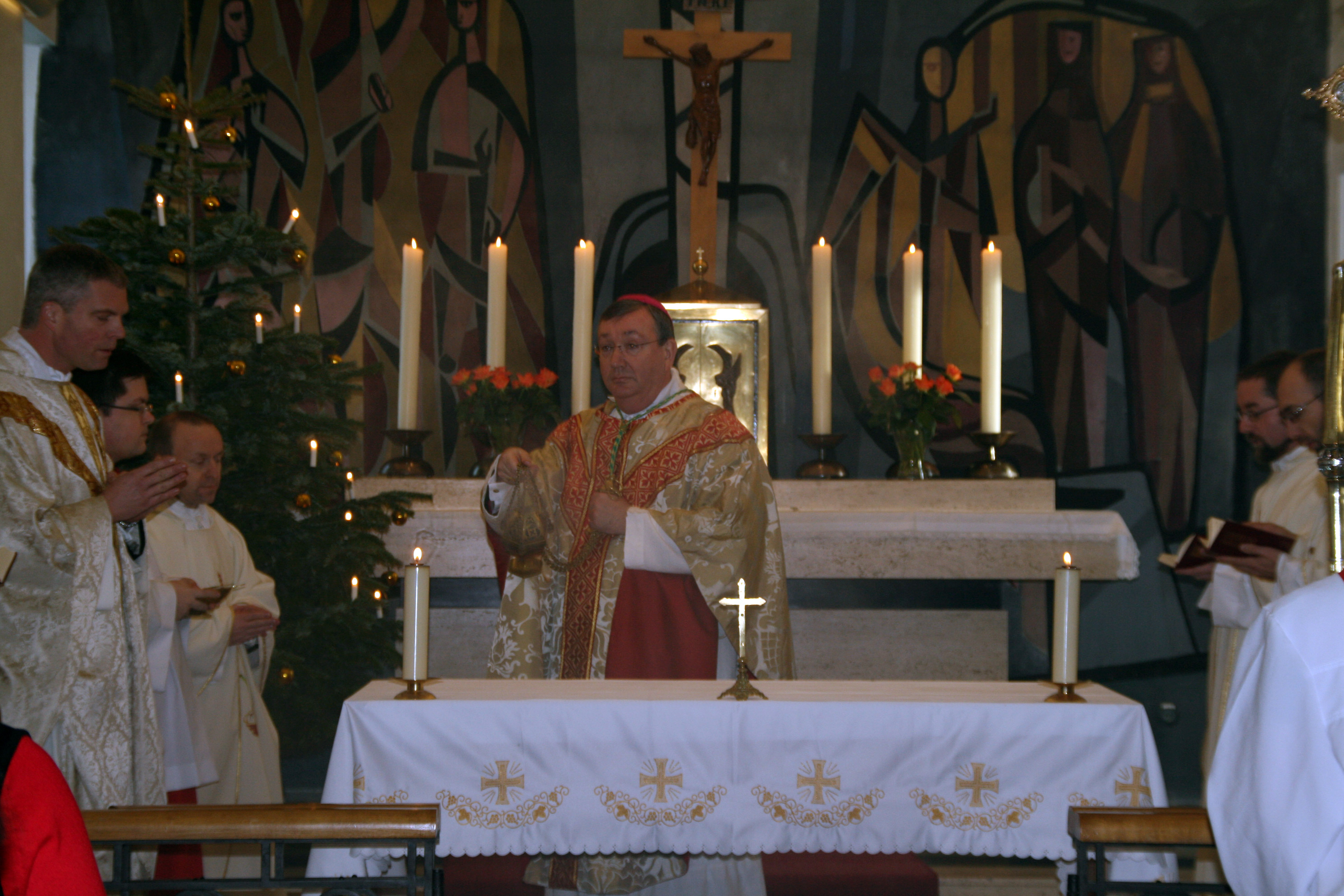
Bendición de la Iglesia

En 2009 la congregación tenía 1180 miembros de 60 países diferentes.